# Formica lateralis
Formica lateralis é uma espécie de formiga do gênero Formica, pertencente à subfamília Formicinae.